# شهرستان داوسن (نبراسکا)
شهرستان داوسن، نبراسکا (به انگلیسی: Dawson County, Nebraska) یک سکونتگاه مسکونی در ایالات متحده آمریکا است که در نبراسکا واقع شده‌است.

## خصوصیات
شهرستان داوسن ۲٬۶۴۰ کیلومترمربع مساحت دارد.